# Ixquic
Ixquic (Xquic j.pol Mała Krew) – bogini ziemi w mitologii Majów Kicze. 
Była córką Cuchumaquika i matką dwóch synów bliźniaków: Hunahpu i Ixbalanque. Jej mężem był Hun. Urodziła się w Xibalba. 
Przedstawiano ją zawsze z rozpuszczonymi włosami jako bóstwo emanujące erotyzmem i zmysłowością. Jej wizerunek zawierał w sobie wszystkie cechy ideału piękna według Majów – długi nos, oczy o kształcie migdałów, pełne piersi. Była boginią oddania cielesnego i kobiecej płodności, przez co przedstawiano ją w intymnych sytuacjach z męskimi bóstwami Nieba i Podziemia, a nawet i ze zwierzętami. Te postacie zwierzęce kryły w sobie konkretnych bogów. Przybierając inną postać, panowała nad chorobami, które za pomocą ptaka Muan, potrafiła przynosić jak i przepędzać. Gdy kobiety pragnęły dziecka, jej figurkę stawiano pod małżeńskim łożem, nazywając ją Panią Tęczy. 

## Ixquic w micie
Występuje w micie o bliźniakach Hun-Hunahpu i Vucub-Hunaphu W Xibalba rozegrali oni mecz i przegrali już w pierwszej próbie, czego następstwem było złożenie ich w ofierze i pogrzebania przy placu do gry w pelotę. Głowę Hun-Hunahpu zawieszono na znajdującym się nieopodal bezpłodnym drzewie, które natychmiast po raz pierwszy pokryło się owocami, a w rzeczywistości czaszkami; głowa bliźniaka stała się jedną z nich. O tym wydarzeniu usłyszała Ixquic i przybyła zobaczyć owo cudowne drzewo. Gdy podeszła bliżej, czaszka Hun-Hunahpu przemówiła i splunęła na jej prawą dłoń. Ślina wkrótce znikła, a dziewica stała się brzemienną. Po sześciu miesiącach Cuchumaquic zauważył odmienny stan córki, która zaprzeczała, jakoby zaznała już mężczyzny. Panowie Podziemia nie uwierzyli w jej zapewnienia i postanowili złożyć ją w ofierze. Uprzednio poddano ją licznym próbom. W jednej z nich musiała zebrać pełną sieć kukurydzy z poletka, na którym po żniwach pozostała jedna jedyna kolba. Bogini zwróciła się o pomoc do Chachala (boga zasiewów), Ixcanil (bogini deszczu), Ixcanil (bogini obsianych kukurydzą pól) i Ixcacau (Xcacau „Dawczyni Kakao” – bogini kakao). Ich pomoc okazała się jednak niewystarczająca. W drodze do miejsca kaźni bogini przekonała do swej niewinności Ahpop Achih, niedoszłych egzekutorów i została uwolniona. Kaci zanieśli swym panom, zamiast serca Ixquic, bryłę zakrzepłej żywicy z Czerwonego Drzewa Purpury. Bogini, za radą Hun-Hunahpu wyszła na powierzchnię ziemi. W jej ślady poszli Ahpop Achih, którzy bali się zemsty bogów Podziemia i zaczęli służyć swej niedoszłej ofierze. Ixquic w domu Ixmucane powiła bliźniaczych synów – Hunahpu i Ixbalanque.

## Ixquic i kalendarz
W kalendarzu Majów bogini był przyporządkowany dzień ósmy — Lamat oraz dzień czternasty — Ix i dzień siedemnasty — Caban, kalendarza Tzolkin. Według kalendarza Ualyab (Haab) bogini dzierżyła władze wraz z Kukulkan z bogiem nad trzecim miesiącem ZIP.   